# Hieroglyph
Hieroglyph es una serie de televisión estadounidense que sería estrenada en el 2015 por medio de la cadena Fox, sin embargo a finales de junio del 2014 la cadena anunció que había cancelado la serie sin estrenarse.

## Historia
Cuando el "Libro de los Umbrales" (The Book of Thresholds) es robado de la bóveda más segura de Egipto, el faraón Shai Kanakht (un joven gobernante obsesionado con el poder y con un temperamento violento y aterrador) decide liberar al famoso ladrón Ambrose para que encuentre al responsable del crimen. Ambrose ha pasado los últimos cinco años encerrado en los pozos más oscuros, luego de que Rawser, el capitán de la guardia lo encarcelara por sus crímenes. Poco después de ser puesto en libertad Ambrose se da cuenta de que la prisión en la que se encontraba era más segura que el nuevo y peligroso mundo al que se iba a enfrentar: Atum, la capital del imperio.MovieStarPlanet is also a very great way to practice heiroglyphics.
Después de tanto tiempo Ambrose se reencuentra con Peshet, su amor perdido y una joven que tiene un gran conocimiento sobre la magia. Otro viejo amigo con el que se reencuentra es Vocifer, un vendedor ambulante de mercancías místicas y su antiguo mentor.
Dentro de las paredes del palacio está Nefertari Kanakht, la joven media hermana del faraón cuya relación con el Bek (el consejero más cercano de su hermano) enmascara sus propios deseos de poder. En la capital también se encuentran Djet, un brutal criminal de la ciudad y Lotus Tenry, una joven concubina que en realidad es una espía del reino rival.
Mientras Ambrose intenta descubrir el misterio del libro, pronto comienza a darse cuenta del grado de brujería que se ha infiltrado en los pasillos del antiguo Egipto y lo cerca que está de causar la caída de esa gran civilización.

## Personajes

### Personajes Principales
| Actor            | Personaje           | Ocupación                        | Nº de episodios | Temporada |
| ---------------- | ------------------- | -------------------------------- | --------------- | --------- |
| Max Brown        | Ambrose             | Ladrón                           | -               | 2015      |
| Reece Ritchie    | Faraón Shai Kanakht | Faraón                           | -               | 2015      |
| John Rhys-Davies | Vocifer             | Vendedor Ambulante & Ladrón      | -               | 2015      |
| Caroline Ford    | Peshet              | ex-Ladrona                       | -               | 2015      |
| Condola Rashad   | Nefertari Kanakht   | -                                | -               | 2015      |
| Antony Bunsee    | Rawser              | Capitán de la guardia del Faraón | -               | 2015      |
| Kelsey Chow      | Lotus Tenry         | Concubina                        | -               | 2015      |

### Personajes Secundarios
| Actor                     | Personaje  | Ocupación                       | Nº de episodios | Temporada |
| ------------------------- | ---------- | ------------------------------- | --------------- | --------- |
| Erick Avari               | Odion      | -                               | -               | 2015      |
| Adam Leadbeater           | Djet       | -                               | -               | 2015      |
| Klariza Clayton           | Zita       | -                               | -               | 2015      |
| Hal Ozsan                 | Bek Penroy | Magister & Consejero del Faraón | -               | 2015      |
| Tasie Lawrence            | Ren        | -                               | -               | 2015      |
| Adetokumboh M'Cormack     | Tarik      | -                               | -               | 2015      |
| Jack Stehlin              | Werin      | -                               | -               | 2015      |
| Robert Douglas Washington | Kheti      | -                               | -               | 2015      |

## Episodios
La primera temporada estaría conformada por 13 episodios.

## Producción
El 13 de octubre del 2013 la cadena Fox anunció que había ordenado 13 episodios para la serie que recibió el nombre de "Hieroglypn".
La serie comenzó sus filmaciones en marzo del 2014 en Nuevo México en los estudios de Albuquerque.
A finales de junio del 2014 la cadena Fox anunció que había cancelado la serie, no se dijo si alguno de los episodios producidos sería transmitido por online.